# Вилабаса
Вилаба̀са (на италиански: Villabassa; на немски: Niederdorf, Нидердорф) е село и община в Северна Италия, автономна провинция Южен Тирол, автономен регион Трентино-Южен Тирол. Разположено е на 1158 m надморска височина. Населението на общината е 1478 души (към 2010 г.).

## Език
Официални общински езици са и италианският и немският. Най-голямата част от населението говори немски. В общината се говори и други романски език, ладинският.
| %     | Роден език      |
| 92,09 | Италиански език |
| 7,76  | Немски език     |
| 0,15  | Ладински език   |